# Starîi Lîseț, Tîsmenîțea
Starîi Lîseț (în ucraineană Старий Лисець) este o comună în raionul Tîsmenîțea, regiunea Ivano-Frankivsk, Ucraina, formată numai din satul de reședință.

## Demografie
Componența lingvistică a comunei Starîi Lîseț
     Ucraineană (99,76%)
     Alte limbi (0,16%)
Conform recensământului din 2001, majoritatea populației comunei Starîi Lîseț era vorbitoare de ucraineană (99,76%), existând în minoritate și vorbitori de alte limbi.